# Caroline Kennedy
Caroline Bouvier Kennedy Schlossberg (Nova York, 27 de novembre de 1957) advocadessa, diplomàtica, escriptora i periodista. Filla de John F. Kennedy (1917-1963), el President núm. 35 dels Estats Units, i de Jacqueline Kennedy (1929-1994).
Va néixer a Nova York, sent la segona filla dels seus pares. Va rebre el nom de la seva tia Caroline Lee Radziwill (nascuda el 1933), que és la germana petita de Jacqueline Kennedy. Els seus germans són Arabella (va néixer i va morir el 23 d'agost de 1956), John F. Kennedy, Jr (1960-1999) i Patrick Bouvier Kennedy (va néixer i va morir el 1963).
Tenia 6 anys i faltaven cinc dies per complir-ne 7 quan el seu pare va ser assassinat.

## Carrera política
El desembre de 2008, Kennedy va anunciar el seu interès en el seient del Senat dels Estats Units ocupat per Hillary Clinton, que havia estat designada secretària d'Estat. El Governador de Nova York David Paterson havia de designar un substitut per a Clinton fins que se celebrés una votació especial el 2010 per omplir la vacant fins a la següent elecció ordinària, el 2012. D'aquesta manera Caroline hauria ocupat l'escó que antany havien ocupat tant el seu pare, abans de ser elegit president el 1960, com el seu difunt oncle Robert, assassinat el 1968.
El 22 de gener de 2009, després de diversos informes en què era severament criticada, Caroline Kennedy va emetre un comunicat en què anunciava la retirada de la lluita per l'escó al Senat al·legant motius personals.
L'abril de 2009 es va fer pública la seva presència en una proposta informal com a ambaixadora dels Estats Units d'Amèrica al Vaticà, encara que va ser extraoficialment vetada -com les dues propostes anteriors- per l'Estat Vaticà pels seus punts de vista sobre l'avortament i la investigació amb cèl·lules mare.
Està casada amb Edwin Arthur Schlossberg, que és el pare dels seus tres fills: Rose (25 de juny de 1988), Tatiana (5 de maig de 1990) i John (19 de gener de 1993).